# Miracle (canción de Whitney Houston)
«Miracle» es una canción de la cantante estadounidense Whitney Houston, fue lanzada por Arista Records en abril de 1991 como el tercer sencillo de su álbumI'm Your Baby Tonigh. Fue escrito y producido por L.A. Reid y Babyface.  
El sencillo alcanzó el número nueve en el Billboard Hot 100 de Estados Unidos, el dos en la lista Hot R&B Singles y cuatro en la lista Adult Contemporary.

## Vídeo musical
El video muestra a Houston sola en un estudio vacío cantando la canción. Mientras canta la primera estrofa de la canción, imágenes tristes de personas que enfrentan sentencias de prisión y viven en la pobreza. 
Durante la segunda estrofa, las imágenes que se muestran cambian gradualmente a un tono más claro con imágenes de niños creciendo, discapacitados ganando una competencia, graduándose de la escuela y disfrutando de sus vidas como adultos jóvenes. El video termina con varias imágenes de niños sonriendo.

## Sencillos
- Sencillo 7", Casete single[3]

A1 "Miracle" — 5:43
B1 "After We Make Love" — 4:59
- CD Mini (Japón)[4]

1. "Miracle" — 5:04
2. "After We Make Love" — 4:59

- Promo CD[5]

1. "Miracle" (Radio edit) — 4:59

## Posicionamiento
| Lista (1991)                               | Máxima posición |
| ------------------------------------------ | --------------- |
| Canadá Retail Singles (The Record)         | 38              |
| Canadá (RPM Top Singles)                   | 17              |
| Canadá Contemporary Hit Radio (The Record) | 27              |
| Estados Unidos (Billboard Hot 100)         | 9               |
| Estados Unidos (Adult Contemporary)        | 4               |
| Estados Unidos (Hot R&B/Hip-Hop Songs)     | 2               |
| Estados Unidos (CHR/Pop Airplay Chart)     | 12              |
| Polonia (\|LP3)                            | 42              |